# (9965) GNU
(9965) GNU es un asteroide que forma parte del cinturón de asteroides y fue descubierto el 5 de marzo de 1992 por el equipo del Spacewatch desde el Observatorio Nacional de Kitt Peak, Estados Unidos.

## Designación y nombre
GNU se designó inicialmente como 1992 EF2.
Más tarde, en 2000, fue nombrado por el sistema operativo GNU.

## Características orbitales
GNU está situado a una distancia media del Sol de 2,418 ua, pudiendo alejarse hasta 2,827 ua y acercarse hasta 2,01 ua. Su inclinación orbital es 12,21 grados y la excentricidad 0,169. Emplea en completar una órbita alrededor del Sol 1374 días. El movimiento de GNU sobre el fondo estelar es de 0,2621 grados por día.

## Características físicas
La magnitud absoluta de GNU es 14,3.